# 印地安諾拉 (伊利諾伊州)
印地第諾拉（英語：Indianola）是位於美國伊利諾伊州弗米利恩縣的一個村落。

## 地理
印地第諾拉的座標為39°55′38″N 87°44′25″W / 39.92722°N 87.74028°W，而該地最高點為海拔高度205米（即673英尺）。

## 人口
根據2010年美國人口普查的數據，印地第諾拉的面積為1.01平方千米，當中陸地面積為1.01平方千米，而水域面積為0.00平方千米。當地共有人口276人，而人口密度為每平方千米273人。